# Péndulo doble

Un ejemplo de movimiento caótico de un péndulo doble.

En general, un péndulo doble o doble péndulo es un sistema compuesto por dos  péndulos, con el  segundo  colgando del extremo del primero. En el caso más simple, se trata de dos péndulos simples, con el inferior colgando de la masa pendular del superior.
Normalmente se sobreentiende que nos referimos a un péndulo doble plano, con dos péndulos planos coplanarios. Este sistema físico posee dos grados de libertad y exhibe un rico comportamiento dinámico. Su movimiento está gobernado por dos ecuaciones diferenciales ordinarias acopladas. Por encima de cierta energía, su movimiento es caótico.

## Análisis del movimiento del péndulo doble plano

Movimiento de un péndulo doble.

### Cinemática
En la cinemática solo estamos interesados en encontrar las expresiones de la posición, la velocidad, la aceleración y en términos de las variables que especifican el estado del péndulo doble, sin interesarnos por las fuerzas actuantes. Nos serviremos de las siguientes coordenadas:
- x,y = posición horizontal y vertical de la masa de un péndulo
- θ = ángulo de un péndulo respecto a la vertical (0 = vertical hacia abajo, antihorario es positivo)
- l = longitud de la varilla (constante)

Asociaremos al péndulo superior el subíndice 1, y al inferior el subíndice 2. Pondremos el origen de coordenadas en el punto de pivote del péndulo superior. El sentido de las ordenadas crecientes se toma hacia arriba.
A partir de consideraciones trigonométricas escribimos las expresiones de las posiciones x1, y1, x2, y2 en términos de los ángulos θ1, θ2:
{\displaystyle x_{1}=l_{1}\operatorname {sen} \theta _{1}\,}
{\displaystyle y_{1}=-l_{1}\cos \theta _{1}\,}
{\displaystyle x_{2}=x_{1}+l_{2}\operatorname {sen} \theta _{2}\,}
{\displaystyle y_{2}=y_{1}-l_{2}\cos \theta _{2}\,}
Derivando con respecto al tiempo obtenemos: 
{\displaystyle {\dot {x}}_{1}={\dot {\theta }}_{1}l_{1}\cos \theta _{1}}
{\displaystyle {\dot {y}}_{1}={\dot {\theta }}_{1}l_{1}\operatorname {sen} \theta _{1}}
{\displaystyle {\dot {x}}_{2}={\dot {x}}_{1}+{\dot {\theta }}_{2}l_{2}\cos \theta _{2}}
{\displaystyle {\dot {y}}_{2}={\dot {y}}_{1}+{\dot {\theta }}_{2}l_{2}\operatorname {sen} \theta _{2}}
Y derivando una segunda vez:
{\displaystyle {\ddot {x}}_{1}=-{\dot {\theta }}_{1}^{2}l_{1}\operatorname {sen} \theta _{1}+{\ddot {\theta }}_{1}l_{1}\cos \theta _{1}}
{\displaystyle {\ddot {y}}_{1}={\dot {\theta }}_{1}^{2}l_{1}\cos \theta _{1}+{\ddot {\theta }}_{1}l_{1}\operatorname {sen} \theta _{1}}
{\displaystyle {\ddot {x}}_{2}={\ddot {x}}_{1}-{\dot {\theta }}_{2}^{2}l_{2}\operatorname {sen} \theta _{2}+{\ddot {\theta }}_{2}l_{2}\cos \theta _{2}}
{\displaystyle {\ddot {y}}_{2}={\ddot {y}}_{1}+{\dot {\theta }}_{2}^{2}l_{2}\cos \theta _{2}+{\ddot {\theta }}_{2}l_{2}\operatorname {sen} \theta _{2}}

### Fuerzas
Definimos las variables: 
| Símbolo           | Nombre                     |
| ----------------- | -------------------------- |
| {\displaystyle T} | Tensión en la varilla      |
| {\displaystyle M} | Masa del péndulo           |
| {\displaystyle g} | Aceleración de la gravedad |

Usaremos la ley de Newton {\displaystyle F=ma}, escribiendo por separado las ecuaciones de las componentes verticales y horizontales de las fuerzas.
Sobre la masa {\displaystyle m_{1}} actúan la tensión en la parte superior de la varilla {\displaystyle T_{1}}, la tensión en la parte inferior de la varilla{\displaystyle T_{2}}, y la gravedad -m1g:
{\displaystyle m_{1}{\ddot {x}}_{1}=-T_{1}\operatorname {sen} \theta _{1}+T_{2}\operatorname {sen} \theta _{2}}
{\displaystyle m_{1}{\ddot {y}}_{1}=T_{1}\cos \theta _{1}-T_{2}\cos \theta _{2}-m_{1}g}
Sobre la masa {\displaystyle m_{2}}, actúan la tensión {\displaystyle T_{2}} y la gravedad –m2g:
{\displaystyle m_{2}{\ddot {x}}_{2}=-T_{2}\operatorname {sen} \theta _{2}}
{\displaystyle m_{2}{\ddot {y}}_{2}=T_{2}\cos \theta _{2}-m_{2}g}

### Ecuaciones de movimiento
A partir de las ecuaciones anteriores, tras realizar numerosas operaciones algebraicas con la finalidad de encontrar las expresiones de {\displaystyle {\ddot {\theta _{1}}}}, {\displaystyle {\ddot {\theta _{2}}}} en términos de {\displaystyle \theta _{1}\,}, {\displaystyle {\dot {\theta _{1}}}\,}, {\displaystyle \theta _{2}\,}, {\displaystyle {\dot {\theta _{2}}}\,}, llegaríamos a las ecuaciones de movimiento para el péndulo doble:
{\displaystyle {\ddot {\theta }}_{1}={\frac {-g(2m_{1}+m_{2})\operatorname {sen} \theta _{1}-m_{2}g\operatorname {sen}(\theta _{1}-2\theta _{2})-2\operatorname {sen}(\theta _{1}-\theta _{2})m_{2}({\dot {\theta }}_{2}^{2}l_{2}+{\dot {\theta }}_{1}^{2}l_{1}\cos(\theta _{1}-\theta _{2}))}{l_{1}(2m_{1}+m_{2}-m_{2}\cos(2\theta _{1}-2\theta _{2}))}}}
{\displaystyle {\ddot {\theta }}_{2}={\frac {2\operatorname {sen}(\theta _{1}-\theta _{2})({\dot {\theta }}_{1}^{2}l_{1}(m_{1}+m_{2})+g(m_{1}+m_{2})\cos \theta _{1}+{\dot {\theta }}_{2}^{2}l_{2}m_{2}\cos(\theta _{1}-\theta _{2}))}{l_{2}(2m_{1}+m_{2}-m_{2}\cos(2\theta _{1}-2\theta _{2}))}}}

### Energía
La energía cinética viene expresada por:
{\displaystyle T={\frac {1}{2}}m_{1}({\dot {x}}_{1}^{2}+{\dot {y}}_{1}^{2})+{\frac {1}{2}}m_{2}({\dot {x}}_{2}^{2}+{\dot {y}}_{2}^{2})={\frac {1}{2}}m_{1}l_{1}^{2}{\dot {\theta }}_{1}^{2}+{\frac {1}{2}}m_{2}[l_{1}^{2}{\dot {\theta }}_{1}^{2}+l_{2}^{2}{\dot {\theta }}_{2}^{2}+2l_{1}l_{2}{\dot {\theta }}_{1}{\dot {\theta }}_{2}\cos(\theta _{1}-\theta _{2})]}
La energía potencial:
{\displaystyle V=m_{1}gy_{1}+m_{2}gy_{2}=-(m_{1}+m_{2})gl_{1}\cos \theta _{1}-m_{2}gl_{2}\cos \theta _{2}\,}.
Por tanto, el movimiento se regirá por la lagrangiana
{\displaystyle {\mathcal {L}}=T-V={\frac {1}{2}}(m_{1}+m_{2})l_{1}^{2}{\dot {\theta }}_{1}^{2}+{\frac {1}{2}}m_{2}l_{2}^{2}{\dot {\theta }}_{2}^{2}+m_{2}l_{1}l_{2}{\dot {\theta }}_{1}{\dot {\theta }}_{2}\cos(\theta _{1}-\theta _{2})+(m_{1}+m_{2})gl_{1}\cos \theta _{1}+m_{2}gl_{2}\cos \theta _{2}}

## Ecuaciones de movimiento de Lagrange
Usando las ecuaciones de Lagrange en este caso particular son:

{\displaystyle {\frac {d}{dt}}\left({\frac {\partial {\mathcal {L}}}{\partial {\dot {\theta }}_{1}}}\right)-{\frac {\partial {\mathcal {L}}}{\partial \theta _{1}}}=0,\qquad {\frac {d}{dt}}\left({\frac {\partial {\mathcal {L}}}{\partial {\dot {\theta }}_{2}}}\right)-{\frac {\partial {\mathcal {L}}}{\partial \theta _{2}}}=0}

Calculando explícitamente las derivadas de la expresión anterior se llega a:

{\displaystyle {\begin{cases}(m_{1}+m_{2})l_{1}^{2}{\ddot {\theta }}_{1}+m_{2}{\ddot {\theta }}_{2}l_{1}l_{2}\cos(\theta _{1}-\theta _{2})-m_{2}{\dot {\theta }}_{2}l_{1}l_{2}({\dot {\theta }}_{1}-{\dot {\theta }}_{2})\operatorname {sen}(\theta _{1}-\theta _{2})+m_{2}{\dot {\theta }}_{1}{\dot {\theta }}_{2}l_{1}l_{2}\operatorname {sen}(\theta _{1}-\theta _{2})+(m_{1}+m_{2})gl_{1}\operatorname {sen} \theta _{1}=0\\m_{2}l_{2}^{2}{\ddot {\theta }}_{2}+m_{2}{\ddot {\theta }}_{1}l_{1}l_{2}\cos(\theta _{1}-\theta _{2})-m_{2}{\dot {\theta }}_{1}l_{1}l_{2}({\dot {\theta }}_{1}-{\dot {\theta }}_{2})\operatorname {sen}(\theta _{1}-\theta _{2})-m_{2}{\dot {\theta }}_{1}{\dot {\theta }}_{2}l_{1}l_{2}\operatorname {sen}(\theta _{1}-\theta _{2})+m_{2}gl_{2}\operatorname {sen} \theta _{2}=0\end{cases}}}

Simplificando obtenemos:

{\displaystyle {\begin{cases}(m_{1}+m_{2})l_{1}^{2}{\ddot {\theta }}_{1}+m_{2}{\ddot {\theta }}_{2}l_{1}l_{2}\cos(\theta _{1}-\theta _{2})+m_{2}{\dot {\theta }}_{2}^{2}l_{1}l_{2}\operatorname {sen}(\theta _{1}-\theta _{2})+(m_{1}+m_{2})gl_{1}\operatorname {sen} \theta _{1}=0\\m_{2}l_{2}^{2}{\ddot {\theta }}_{2}+m_{2}{\ddot {\theta }}_{1}l_{1}l_{2}\cos(\theta _{1}-\theta _{2})-m_{2}{\dot {\theta }}_{1}^{2}l_{1}l_{2}\operatorname {sen}(\theta _{1}-\theta _{2})+m_{2}gl_{2}\operatorname {sen} \theta _{2}=0\end{cases}}}

Estas son las ecuaciones de Lagrange para un péndulo doble en el que hemos escogido como coordenadas generalizadas las polares y en el que hay dos ligaduras({\displaystyle l_{1}} y {\displaystyle l_{2}} constantes).